# Coptodactyla meridionalis
Coptodactyla meridionalis là một loài bọ cánh cứng trong họ Bọ hung (Scarabaeidae).